# Силвио Лонгобуко
Силвио Лонгобуко (на италиански: Silvio Longobucco) е италиански футболист, защитник. През 1969 г. започва професионалната си кариера в Тернана Калчо (34 мача). От 1971 г. до 1975 г. играе във ФК Ювентус (47 мача). От 1975 до 1982 играе в Каляри Калчо (172 мача, 3 гола). Приключва кариерата си като играч на Козенца Калчо 1914 през сезон 1982 – 1983 (24 мача, 1 гол). Има един мач в Б отбора на Италия през 1973 г.